# Calytrix pimeleoides
Calytrix pimeleoides är en myrtenväxtart som beskrevs av Charles Austin Gardner och Gregory John Keighery. Calytrix pimeleoides ingår i släktet Calytrix och familjen myrtenväxter.
Artens utbredningsområde är Western Australia. Inga underarter finns listade i Catalogue of Life.